# 노후 대책 없다
"노후 대책 없다"(No Money, No Future)는 대한민국의 이동우 감독이 감독한 다큐멘터리 영화이다.
감독 이동우가 베이시스트로 소속되어 있는 스컴레이드(Scumraid)를 비롯하여 파인 더 스팟(Find The Spot), 반란 등의 펑크 밴드가 등장한다.
2년에 걸쳐 촬영되었으며, 특히 2015년 3월부터 8월까지 서울에서 '하드코어 펑크' 음악을 하는 밴드의 모습이 중점적으로 영상으로 기록되었다. 처음부터 기획하고 제작한 영화는 아니었으며, 이 영화 속 영상들은 본래 스컴레이드의 일본투어 영상을 담아보자는 취지로 아무렇게나 찍던 영상들을 영화학도이자 영화 스탭으로 참여한 적 있는 이동우 감독이 조합하였다고 한다. 연출 뿐만 아니라, 제작·각본·촬영·편집·음악·미술·섭외 등 전 분야를 이동우 감독이 주로 담당하였다. 
2016년 제 17회 전주국제영화제(JIFF), 제 12회 제천국제음악영화제(JIMFF) [http://jimff.org/kr/movieprogram/movieview.asp?idx=538&sec_idx=129&sec2=장편%5B깨진+링크(과거+내용+찾기)%5D], 제 8회 DMZ국제다큐영화제(DMZ Docs), 대구청년영화제, 제 31회 마르델플라타 국제영화제, 제 42회 서울독립영화제(SIFF)에 출품되었다. 2016년 서울독립영화제에서 본선 심사위원 5명(김경욱 영화평론가, 김홍준·이송희일·정재은 영화감독, 박홍열 촬영감독) 만장일치 결정으로 대상을 수상했다. 심사위원단은 "열악하기 그지없는 한국 펑크신을 자기 연민 없이 해학의 리듬으로 묘사하며, 펑크 역사와 사회정치적 맥락까지도 잊지 않고 두루 꿰어낸" 작품이라고 대상 선정 이유를 밝혔다.

## 출연
- 파인드 더 스팟 - 송찬근, 심지훈, 이동혁, 장성건
- 스컴레이드 - 이동우, 이주영, 류지환
- 반란 - 마애노, 강용준
- 이평안
- 문경훈
- 정진용
- 회기동 단편선